# Helianthemum ventosum
Helianthemum ventosum är en solvändeväxtart som beskrevs av Pierre Edmond Boissier. Helianthemum ventosum ingår i släktet solvändor, och familjen solvändeväxter. Inga underarter finns listade i Catalogue of Life.